# Dziewięć Włók (wieś)
Dziewięć Włók (niem. Neunhuben) – wieś w Polsce położona w województwie pomorskim, w powiecie gdańskim, w gminie Pruszcz Gdański na obszarze Żuław Gdańskich. Od północy graniczy z Gdańskiem (dzielnica Olszynka), od południa z miejscowością Bystra, od zachodu Wiśliną, natomiast od wschodu z Przejazdowem.
Miejscowość charakteryzuje się wysoką klasą bonitacji gleb, która w wielu miejscach wynosi II, co oznacza, iż jest bardzo przydatna do upraw rolnych czy ogrodniczych.
Dojazd do miejscowości możliwy jest drogą wojewódzką nr 226 (Przejazdowo – Pruszcz Gdański).
W latach 1975–1998 miejscowość administracyjnie należała do województwa gdańskiego.
Wieś zamieszkiwana była dawniej przez mennonitów, którzy jedną z miejscowych chałup (dziś nieistniejącą) użytkowali jako kaplicę.
Na początku okresu stanu wojennego do Dziewięciu Włók dyslokowano część kadry oficerskiej 16 Pułku Czołgów Średnich ze Słupska, w tym Waldemara Skrzypczaka, od 16 grudnia 1981 biorącego udział w pacyfikacji Stoczni Gdańskiej. 

## Zabytki
Według rejestru zabytków NID na listę zabytków wpisany jest drewniano-murowany dom nr 1 (d. 7) z 1829, nr rej.: 674 z 27.10.1973.